# Џони Логан (стрип)
Џони Логан (итал. Jonny Logan) је италијански сатирични стрип, настао 1971. године. Творци стрипа били су сценариста Romano Garofalo и цртача Leone Cimpelin (псеудоним "Гилберт"). Серијал је излазио на мјесечном нивоу у издању издавачке куће Дардо. Стрип прати догодовштине групе "Ц.Т." (код нас преведено као Црни тигрови док је у оригиналу Cacciatori di Taglie односно ловци на главе (уцјене)) из Милана, која попут групе ТНТ рјешава замршене случајеве у којима полиција показаже своју немоћ. Укупно је објављено 77 епизода.

## Историјат
Сценариста серијал о Џонију Логану почиње стварати 1971. године, а прва епизода је објављена у јулу наредне године под насловом "Црни Тигрови" (C.T. Cacciatori di Taglie). Главни лик, Џони Логан, испирисан је италијанским глумцем и комичарем Ландо Бузанца, који је у то вријеме био на врхунцу популарности.
Стрип је излазио до децембра 1978. године у формату идентичном Алан Форду, на 120 страница. Првих 56 бројева објављено је у црно-бијелој верзији све до марта 1977, након чега је издавач одлучио да смањи број страница али да стрип излази у колору и тако је објављено 21 епизода све до децембра 1978. када је серијал угашен.
Стрип је у почетку постигао велики комерцијални успјех, са тиражом од преко 100.000 примјерака мјесечно и бројним клубовима обожаватељима широм Италије. Стрип је објављиван и у Француској, Грчкој и Југославији. Већ трећи број је продан у 67. 000 примјерака. Због бруталне друштвене сатире која се провлачи кроз стрип, а која није поштедјела никога (на мети су се нашли Римокатоличка црква, војска, полиција, богата елита али и актуелни друштвени проблеми у тадашњој Италији попут тероризма, инфилтрације мафије у политику, порези итд) на Garofala су вршени притисци да се стрип укине. Успркос пријетњама стрип је наставио да излази, а јунаци се приказују и у анимираној ТВ-серији посвећеној свијету стрипа, Супергулп која се емитовала на РАИ 2. Средином седамдесетих стрип полако губи на популарности и престаје излазити у децембру 1978. У Италији, гдје је серијал имао култни статус, једна мања издавачка кућа је 2006. покушала покренути репринт издања али су након првог броја одустали.
Поводом 40-годишњице стрип серијала, 2012. године објављено је посебно издање у дигиталном облику.

## Југословенско издање
У Југославији овај стрип је излазио у издању Вјесникове (ВПА) Суперстрип библиотеке у којој су објављиване епизоде Алан Форда. Прва епизода #173 "Црни Тигрови" објављена је 1980. а под нумерацијом #295 објављена је задња епизода под насловом "Ц.Т против Ц.Т.". Вјесник је објавио само 21 епизоду, и то не редослиједом оригиналних излажења већ насумично. Превод стрипа урадио је Ненад Брикси. Оригинални имена јунака су такође преведена: Jonny је добио х у имену и постао Johnny, (Giovanni Loganetti), Il Professore је био Профа, Ben Talpa (Benito Talponi) познатији као Бен Зубатти, Dan Muscolo (Danilo Muscolotti) као Гиги Говедина, Il mago Magoz као мађионичар Хокус Пок.

## Српско издање
У Србији овај стрип од 2021. године, у виду троброја, објављује издавачка кућа Golconda из Београда. Троброји се издају по хронолошком реду.

## О стрипу
Сједиште групе Ц.Т. је постављено у Милано а радње прича дешавају се широм Италије. Већ у првој епизоди читаоц упознаје цијелу дружину. Највећи проблем групе је беспарица и они се на разне начине довијају да преживе (мађионичарски трикови, шибицарење, крађа кокошака...). Вођа шаролике дружине је Профа, а њихови главни ривали у рјешавању случајева су полицијски инспектор Кикс и агенти, близанци Банг и Бенг. Профа је задужен за "набављање" нових послова тако што прислушкује полицијску радио-станицу. Група има и једно возило, које наликује на старог Мини Мориса са пуно опреме (попут бестрзајног топа). Ово возило може да иде по цести, води и под водом и има регистрацију Римини 0077 (Римини је мјесто Гарофаловог рођења). Поред тога чланови групе смишљају своја оружја. Тако је у првој епизоди, Џони Логан изумио пиштољ са четири цијеви, које пуцају уназад. Поред Профе шефа групе о којем не сазнајемо пуно детаља, а његово понашање и изглед је углађено и отмјено и главног јунака Џонија Логана дружину чине: Бен Зубати, најнесташнији члан групе, пјегава прзница и свађалица с наочалама, ситни крадљивац и таквим карактером умногоме подсјећа на Боба Рока. Ту је и Гиги Говедина, грмаљ којем је интелигенција у диспропорцији са снагом. Слиједи мађионичар и илузионист Хокус Пок с вјештином хипнотизирања и спретним прстима. Ту су још и Бака, кухарица групе и Аристид, лијени мачак.

## Издања
| Бр. | Наслов оригинала                                  | Датум објављивања | Бр. | Наслов епизоде (Вијесник)       | Бр. | Наслов епизоде (Golconda)                             |
| --- | ------------------------------------------------- | ----------------- | --- | ------------------------------- | --- | ----------------------------------------------------- |
| 1   | C.T. Cacciatori di Taglie                         | јули 1972.        | 1   | Црни тигрови                    | 1   | Црни тигрови                                          |
| 2   | Colpo di stato all'italiana                       | август 1972.      |     |                                 | 1   | Удар на државни удар                                  |
| 3   | La tratta dei Play-Boys                           | септембар 1972.   |     |                                 | 1   | Траже се скоројевићи                                  |
| 4   | Chi si fregato il Colosseo?                       | октобар 1972.     | 20  | Тко је украо Колосеум           | 2   | Ко је ћапио Колосеум?                                 |
| 5   | Speculando... Speculando...                       | новембар 1972.    |     |                                 | 2   | Грађевински бум                                       |
| 6   | Nerone il Piromane                                | децембар 1972.    |     |                                 | 2   | Ватрени Нерон                                         |
| 7   | La Befana Meccanica                               | јануар 1973.      |     |                                 | 3   | Вештачка вештица                                      |
| 8   | Come Frate Vincenzo ebbe ragione di Ser Satanasso | фебруар 1973.     |     |                                 | 3   | Како се попа Вићентије обрачунао са другом нечастивим |
| 9   | La Mafia non esiste                               | март 1973.        | 9   | Мафија не постоји               | 3   | Мафија не постоји                                     |
| 10  | La Famiglia Incrocchia                            | април 1973.       |     |                                 | 4   | Дођоши са села                                        |
| 11  | Non raccontate le fiabe ai ragazzini              | мај 1973.         |     |                                 | 4   | Не причајте деци бајке                                |
| 12  | Giallo al Giro d'Italia                           | јуни 1973.        | 3   | Кримић на утрци око Италије     | 4   | Кримић на Ђиро Д'Италија                              |
| 13  | Vacanze Movimentate                               | јули 1973.        |     |                                 | 5   | Одмор за све паре                                     |
| 14  | Avventura western                                 | август 1973.      | 8   | Прича с Дивљег запада           | 5   | Прича са Дивљег запада                                |
| 15  | Il professor Krapa                                | септембар 1973.   |     |                                 | 5   | Опаки зрак Професора Кракана                          |
| 16  | Arcibaldo Cucuzza Colonnello dei C.C.             | октобар 1973.     |     |                                 |     |                                                       |
| 17  | Il grande derby                                   | новембар 1973.    | 4   | Велики дерби                    |     |                                                       |
| 18  | Catturate Babbo Natale vivo o morto!              | децембар 1973.    |     |                                 |     |                                                       |
| 19  | Il Dittatore                                      | јануар 1974.      |     |                                 |     |                                                       |
| 20  | Uno strano convento                               | фебруар 1974.     |     |                                 |     |                                                       |
| 21  | Lo chiamavano Austerity                           | март 1974.        |     |                                 |     |                                                       |
| 22  | Barbablu                                          | април 1974.       | 16  | Модробради                      |     |                                                       |
| 23  | Favorevole o Contrario?                           | мај 1974.         |     |                                 |     |                                                       |
| 24  | Mefistofele                                       | јун 1974.         |     |                                 |     |                                                       |
| 25  | La ballata dei petrolieri                         | јули 1974.        |     |                                 |     |                                                       |
| 26  | Sogno di un giorno di mezza estate                | август 1974.      | 13  | Сан љетног дана                 |     |                                                       |
| 27  | Avventura in Africa                               | септембар 1974.   |     |                                 |     |                                                       |
| 28  | Tartassa agente delle tasse                       | октобар 1974.     |     |                                 |     |                                                       |
| 29  | Il prof. Krapa e in azione                        | новембар 1974.    |     |                                 |     |                                                       |
| 30  | Il segreto di Trasformik                          | децембар 1974.    | 6   | Намјештаљка                     |     |                                                       |
| 31  | La bidonata                                       | јануар 1975.      | 2   | Намјештаљка                     |     |                                                       |
| 32  | C'era una volta una scuola...                     | фебруар 1975.     |     |                                 |     |                                                       |
| 33  | La strana clinica del Dottor Squarta Squarta      | март 1975.        | 18  | Чудна болница доктора Пиликоста |     |                                                       |
| 34  | Il samurai degli stadi                            | мај 1975.         | 11  | Ратник на стадиону              |     |                                                       |
| 35  | Il Santo Sequestro                                | јун 1975.         |     |                                 |     |                                                       |
| 36  | Fantasia dell'assurdo                             | јули 1975.        |     |                                 |     |                                                       |
| 37  | Il ritorno del guerriero                          | август 1975.      |     |                                 |     |                                                       |
| 38  | Thrilling al camping                              | септембар 1975.   | 12  | Грозоте у кемпу                 |     |                                                       |
| 39  | Un campagnolo a Milano                            | октобар 1975.     | 10  | Провинцијалац у граду           |     |                                                       |
| 40  | Il Capolavoro                                     | новембар 1975.    | 14  | Ремек-дјело                     |     |                                                       |
| 41  | Il dirotta-attore                                 | децембар 1975.    | 15  | Луди скретничар                 |     |                                                       |
| 42  | A Disneylandia può accadere che...                | јануар 1976.      |     |                                 |     |                                                       |
| 43  | Il segreto del Rag. Pistolazzi                    | фебруар 1976.     |     |                                 |     |                                                       |
| 44  | Il Manager                                        | март 1976.        |     |                                 |     |                                                       |
| 45  | Incubo                                            | април 1976.       | 5   | Коцкари                         |     |                                                       |
| 46  | Il Pubblicitario                                  | мај 1976.         | 17  | Реклама                         |     |                                                       |
| 47  | I Magnifici 4                                     | јун 1976.         |     |                                 |     |                                                       |
| 48  | Il vero il falso e il resto                       | јули 1976.        |     |                                 |     |                                                       |
| 49  | Il baratto                                        | август 1976.      |     |                                 |     |                                                       |
| 50  | C'era una volta il vino...                        | септембар 1976.   | 9   | Од произвођача до потрошача     |     |                                                       |
| 51  | C.T. contro C.T.                                  | октобар 1976.     | 21  | Ц.T. против Ц.T                 |     |                                                       |
| 52  | U.F.O.                                            | новембар 1976.    |     |                                 |     |                                                       |
| 53  | Natale Giallo                                     | децембар 1976.    |     |                                 |     |                                                       |
| 54  | Il Sultano                                        | јануар 1977.      |     |                                 |     |                                                       |
| 55  | Il Ricatto                                        | фебруар 1977.     |     |                                 |     |                                                       |
| 56  | La vera storia del Professore                     | марта 1977        | 19  | Истина о Профи                  |     |                                                       |
| 57  | L'origine dei C.T.                                | април 1977.       |     |                                 |     |                                                       |
| 58  | Taxi Lover                                        | мај 1977.         |     |                                 |     |                                                       |
| 59  | King Pong                                         | јун 1977.         |     |                                 |     |                                                       |
| 60  | Milano trema                                      | јули 1977.        |     |                                 |     |                                                       |
| 61  | La crociera del terrore                           | август 1977.      |     |                                 |     |                                                       |
| 62  | Il Predicatore                                    | септембар 1977.   |     |                                 |     |                                                       |
| 63  | Chi è fuori è fuori, chi è dentro è...!           | октобар 1977.     |     |                                 |     |                                                       |
| 64  | Crudeltà loro                                     | новембар 1977.    |     |                                 |     |                                                       |
| 65  | Il Giro del Mondo Boia                            | децембар 1977.    |     |                                 |     |                                                       |
| 66  | A.A.A. Nonno Cercasi                              | јануар 1978.      |     |                                 |     |                                                       |
| 67  | Ben l'invisibile                                  | фебруар 1978.     |     |                                 |     |                                                       |
| 68  | Superghigno                                       | март 1978.        |     |                                 |     |                                                       |
| 69  | Garofalo degli Spiriti                            | април 1978.       |     |                                 |     |                                                       |
| 70  | La Caccia                                         | мај 1978.         |     |                                 |     |                                                       |
| 71  | Una questione di forma                            | јун 1978.         |     |                                 |     |                                                       |
| 72  | Il giocattolo                                     | јули 1978.        |     |                                 |     |                                                       |
| 73  | Superprof                                         | август 1978.      |     |                                 |     |                                                       |
| 74  | Cicciobello T.V.                                  | септембар 1978.   |     |                                 |     |                                                       |
| 75  | Cicciobello ultimo round                          | октобар 1978.     |     |                                 |     |                                                       |
| 76  | Superuomo                                         | новембар 1978.    |     |                                 |     |                                                       |
| 77  | La fine di Superuomo                              | децембар 1978.    |     |                                 |     |                                                       |